# 妙乗院
妙乗院（みょうじょういん）は、愛知県東海市にある天台宗の寺院。山号は仙養山。本尊は釈迦如来。現住職は酒井圓弘。

## 概要
平安中期の安和年中（968年頃）に創建され、かつては安楽寺（本坊）1山36院の学頭として権威と格式を誇った寺である、と記録されている。
戦国乱世の末期、兵火により、安楽寺（本坊）と共に一山は焼亡したが、天正年中（1580年）中興の祖円秀法印の勧進（かんじん）によって再興された。
この兵火の際に本尊が焼失したので、釈迦御堂から本尊の釈迦如来を移座、安置。寺宝に三畳程の涅槃図、円空仏などがある。

## 所在地
〒477-0034 愛知県東海市養父町里中51-1

## 交通アクセス
- タクシーの場合、名鉄常滑線「太田川駅」より5分[4]
- 名鉄常滑線（中部国際空港方面）「尾張横須賀駅」より徒歩7分[4]
- 西知多産業道路「横須賀IC」より車で5分[4]
- 伊勢湾岸自動車道「東海IC」より車で10分[4]
- JR「名古屋駅」より車で20分[4]